# Méhoudin
Méhoudin (me.u.dɛ̃ⓘ) es una población y comuna francesa, situada en la región de Baja Normandía, departamento de Orne, en el distrito de Alençon y cantón de La Ferté-Macé.

## Demografía
| 158 | 130 | 131 | 120 | 95 | 109 |
| Para los censos de 1962 a 1999 la población legal corresponde a la población sin duplicidades (Fuente: INSEE [Consultar]) |     |     |     |    |     |